# كاثرين برنارد
كاثرين برنارد (بالفرنسية: Catherine Bernard)‏ (1662، روان في فرنسا - 6 سبتمبر 1712، باريس في فرنسا)؛ مؤلِّفة، كاتِبة مسرحية، شاعرة وروائية فرنسية.